# Biserica de lemn din Nicolești

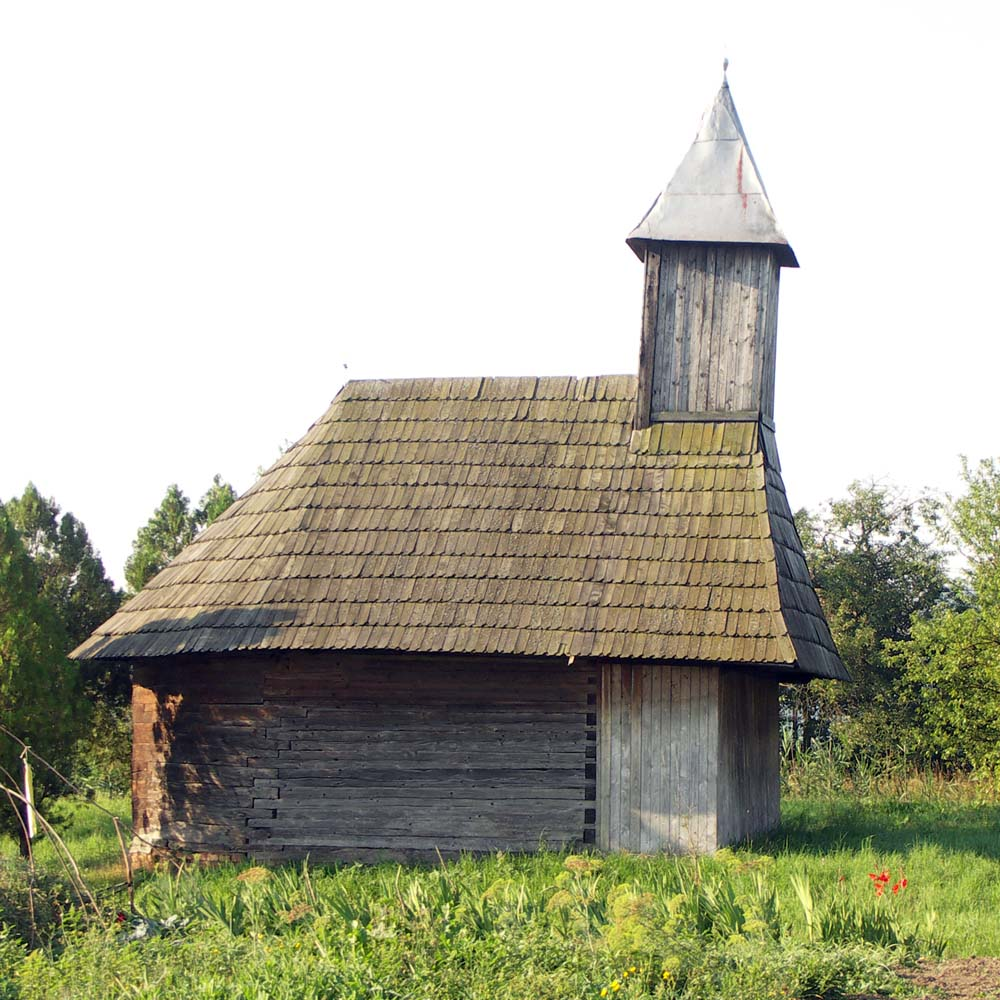
Biserica de lemn din Nicoleşti, Crăciuneşti, Mureş, 2007

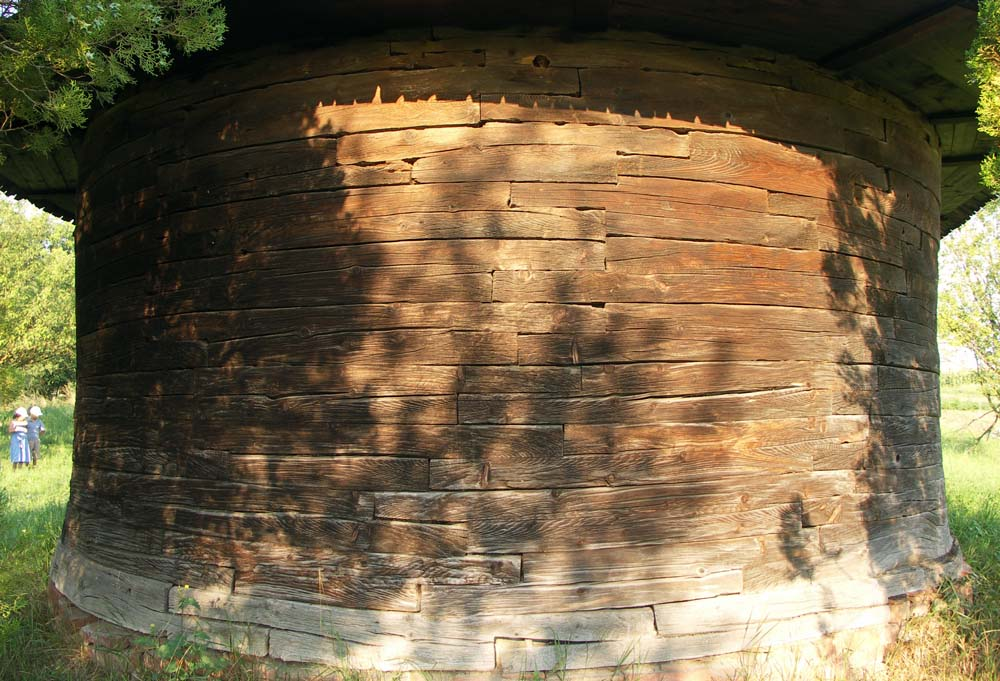
Rotundul altarului, 2007

Biserica de lemn din Nicolești se află în cătunul Nicolești, ce aparține de localitatea Crăciunești din județul Mureș. Neînsemnată la prima vedere, aceasta surprinde prin planul simplu, fără pronaos, și forma semicilindrică a altarului. Biserica se află pe noua listă a monumentelor istorice sub codul LMI:  MS-II-m-B-15635.

## Istoric
Vechimea construcției nu a fost stabilită cu certitudine până în prezent. Conform tradiției, biserica Sf. Nicolae din Nicolești a fost ridicată de călugărul Nicolae în secolul 14. Trebuie remarcat planul inițial simplu, compus numai dintr-un naos și altar. Acesta este cu totul neobișnuit pentru o biserică mai nouă. El își are corespondenți fie într-o posibilă capelă de altă confesiune din împrjurimi fie într-un model arhaic, păstrat de exemplu la biserica de lemn medievală din Putna. De reținut este și altarul semicircular, o formă care imită corul romanic, foarte rar întâlnită la bisericile de lemn.
Cercetătoarea Ioana Cristache-Panait interpretează anul 1846 inscris pe peretele de vest drept momentul unei refaceri. Este posibil ca atunci să fi fost adăgat pridvorul și micul turn peste el. Ulterior, probabil, pridvorul a fost închis cu scândură pentru a servi drept pronaos.
Biserica a fost devastată și jefuită în 1943-44. A rămas pustie până în anii 1960, când a fost restaurată.

## Imagini

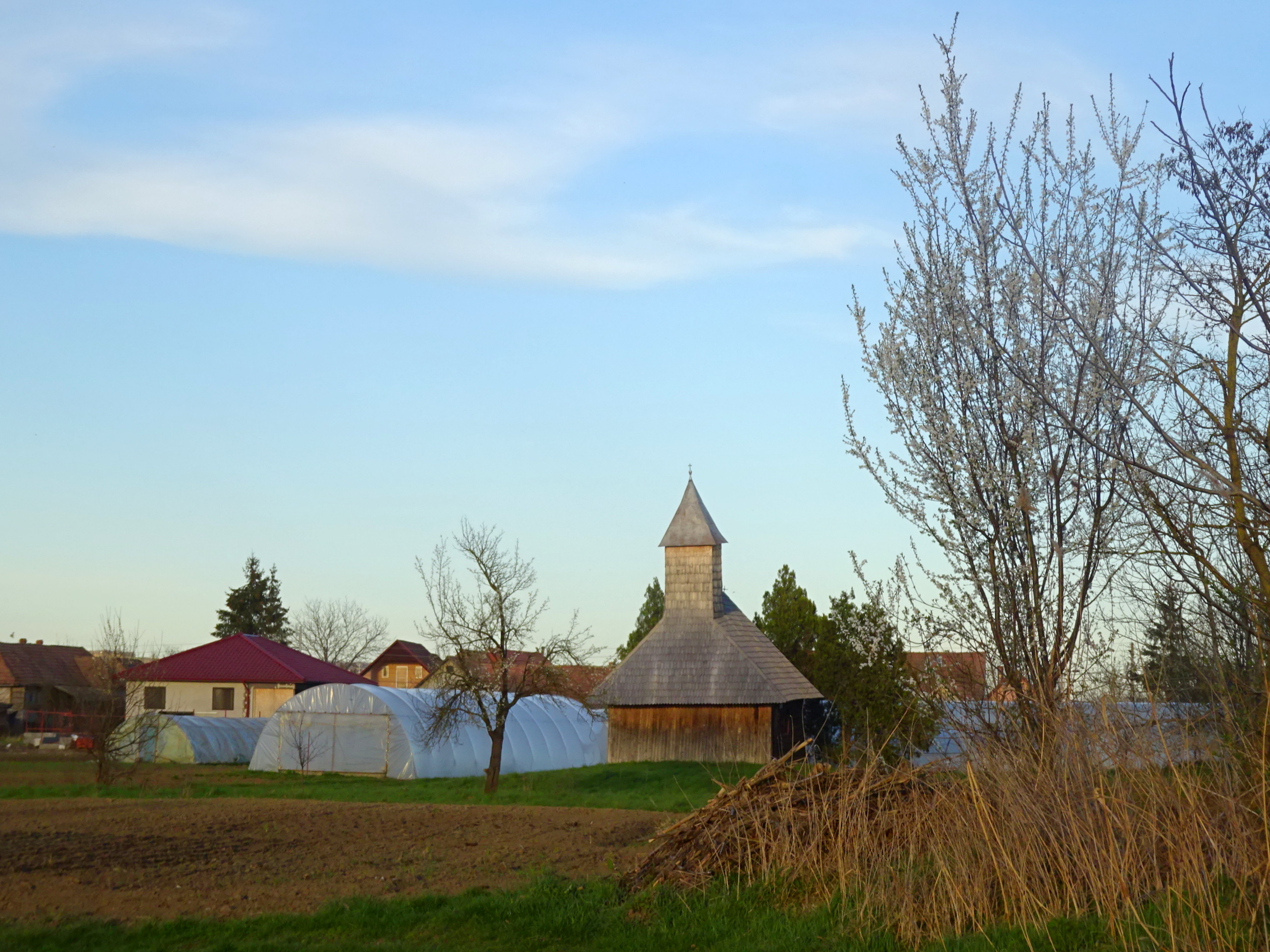
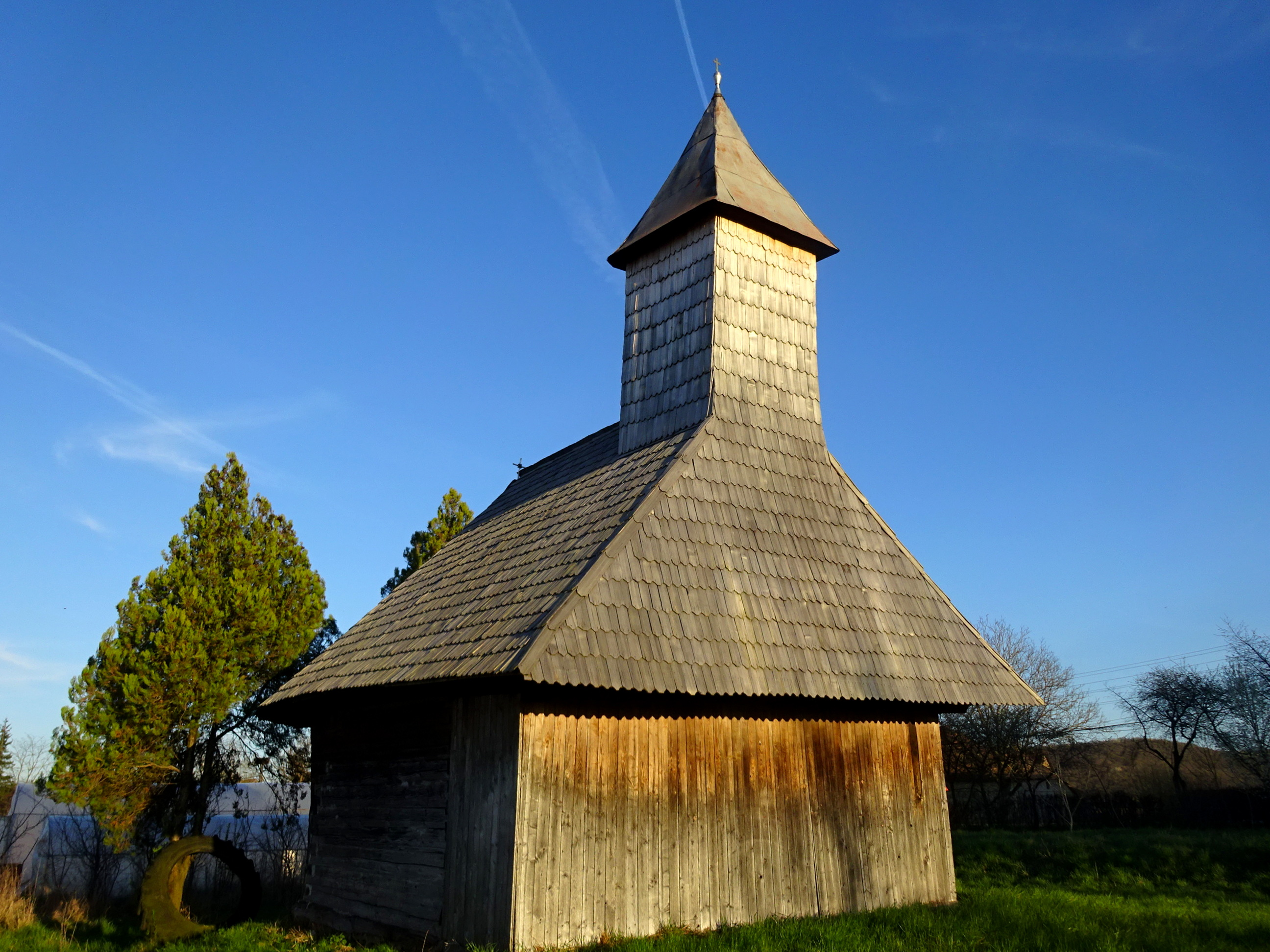
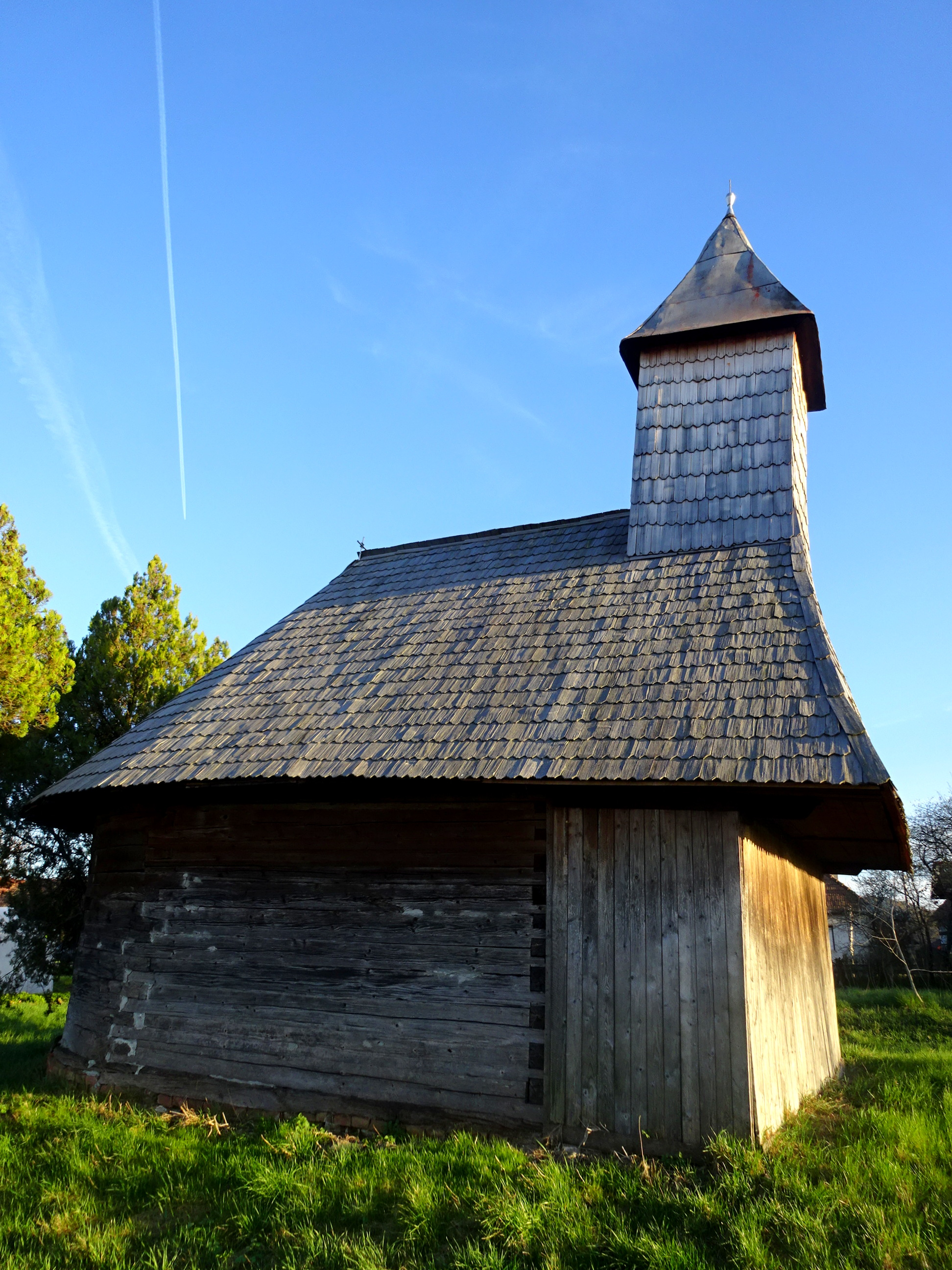
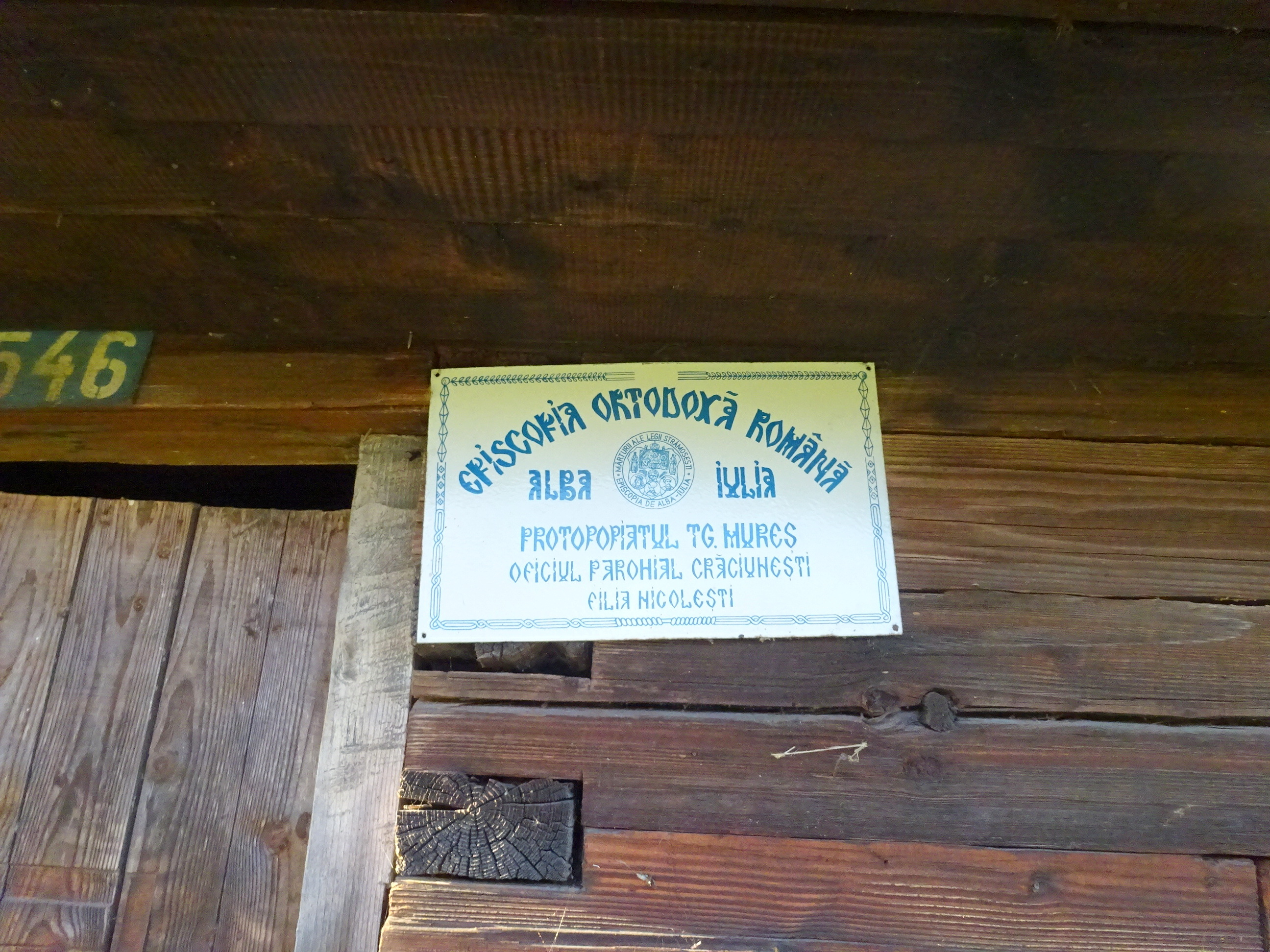
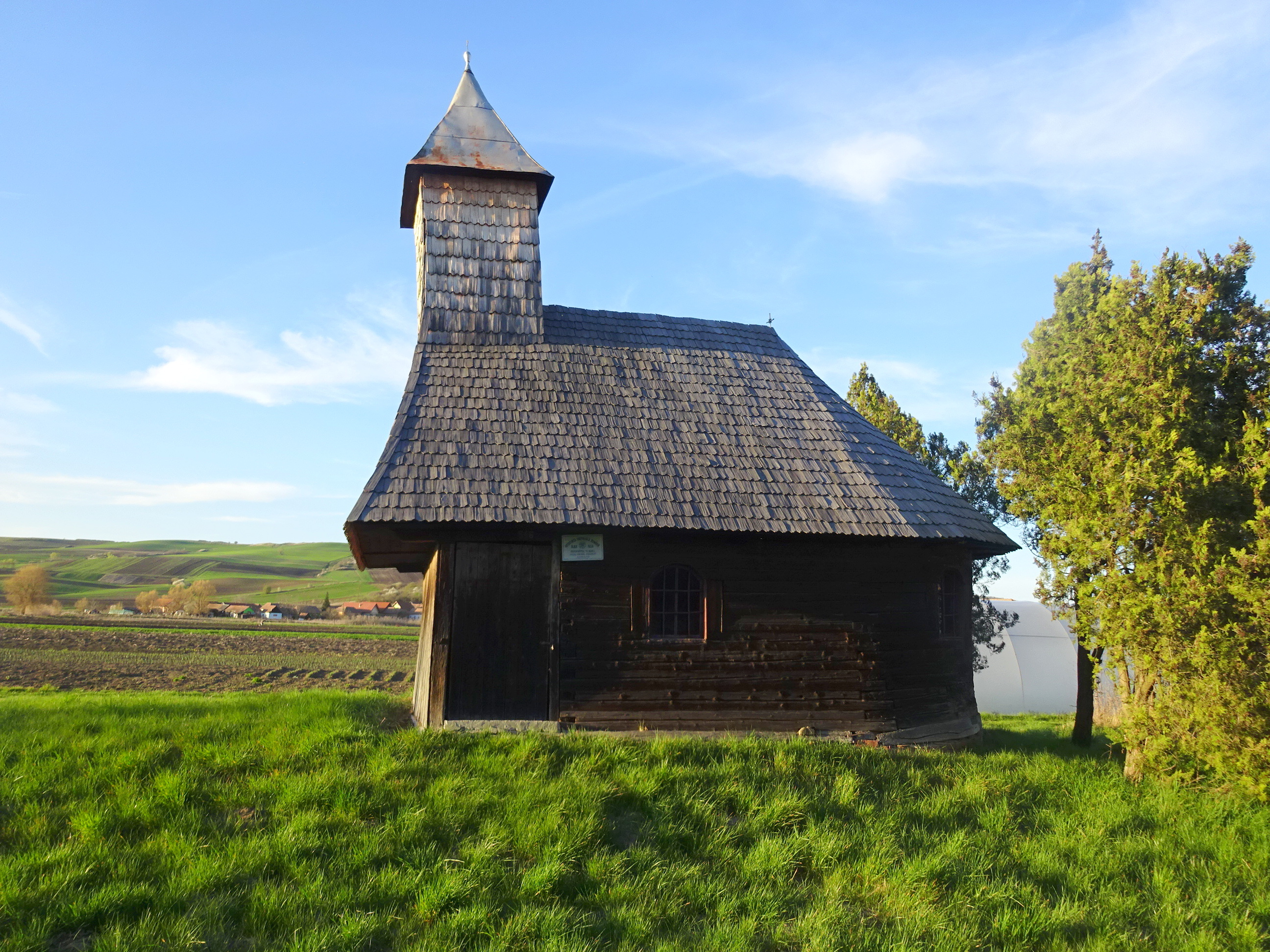
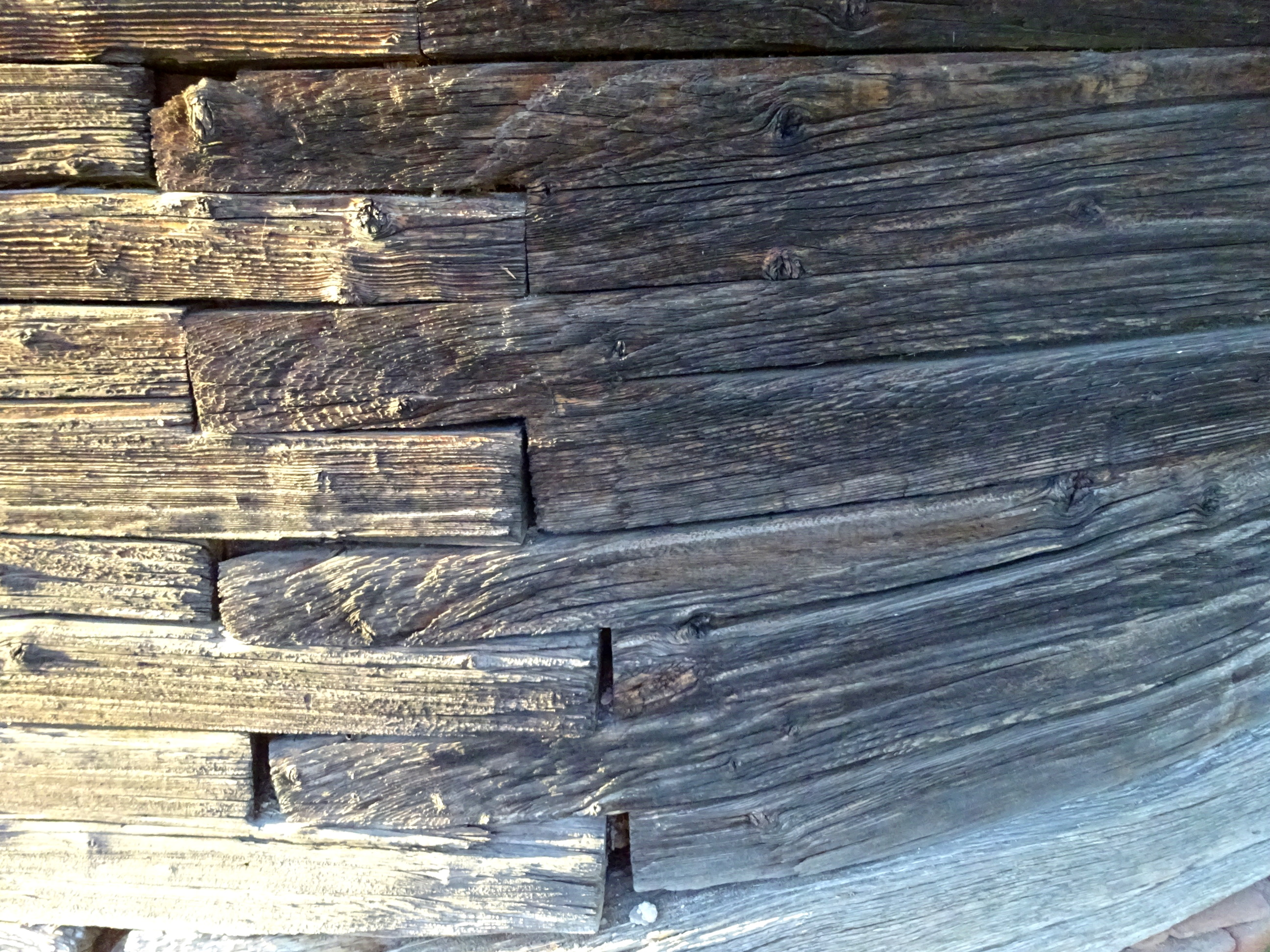
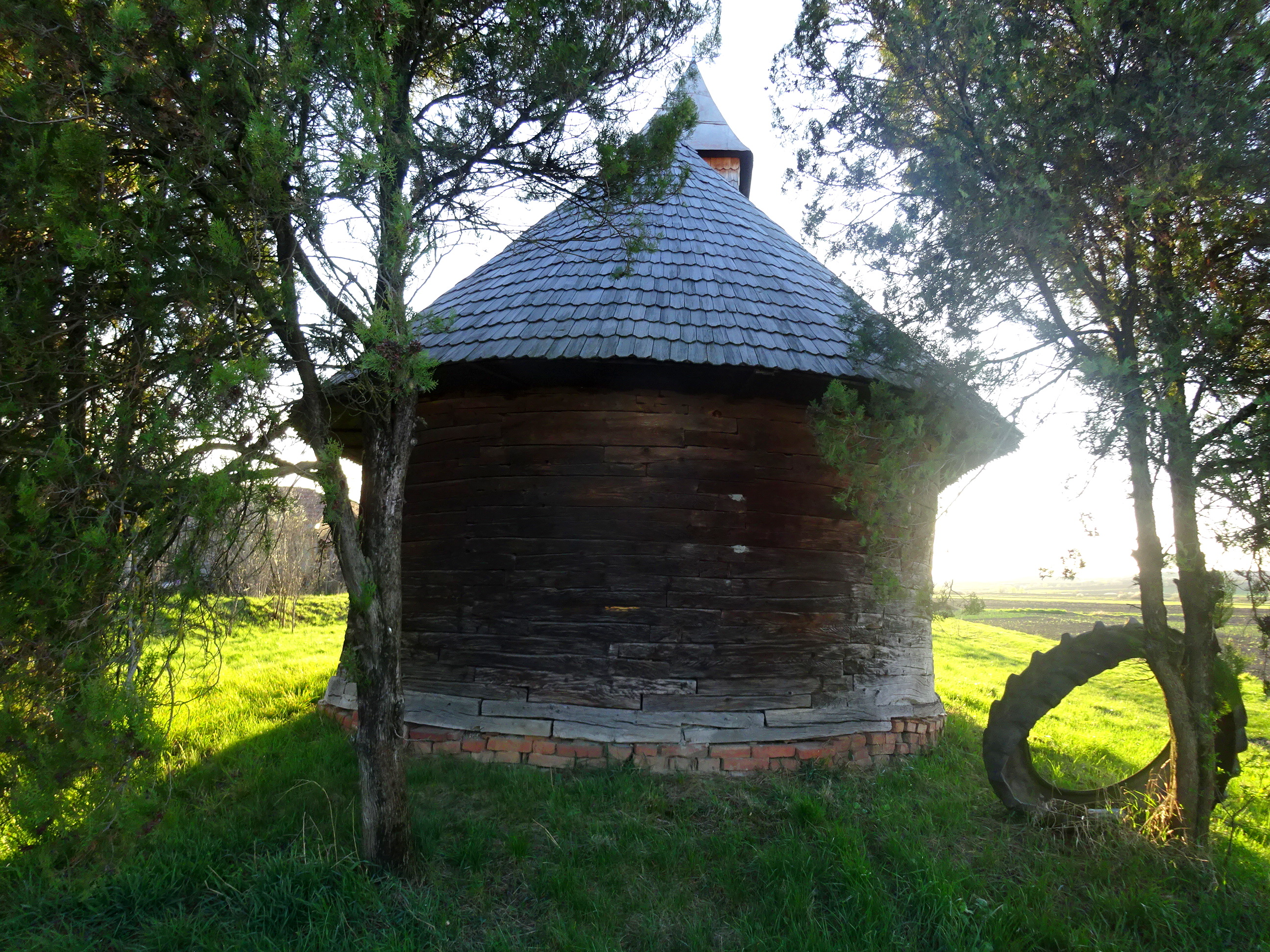
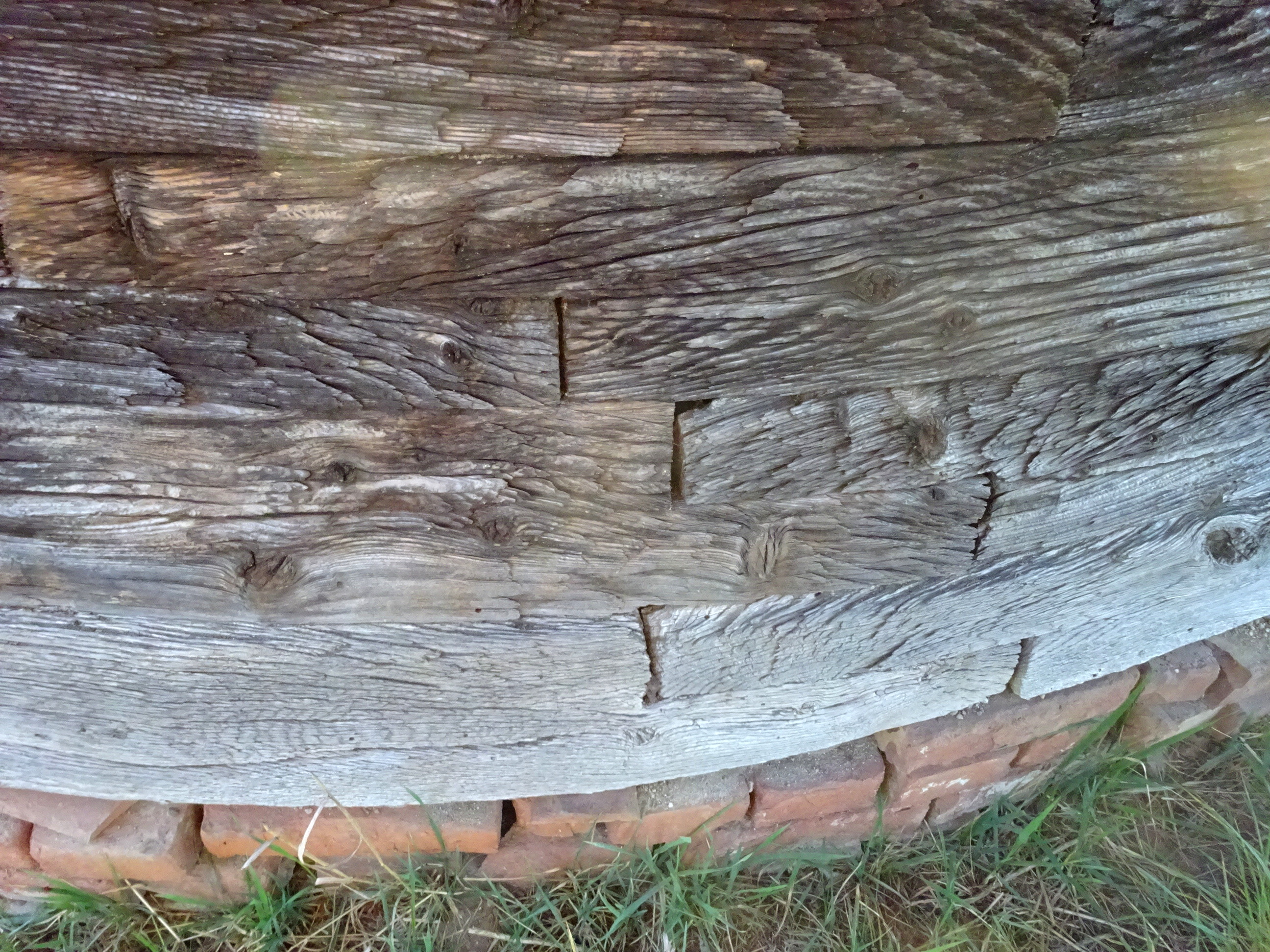
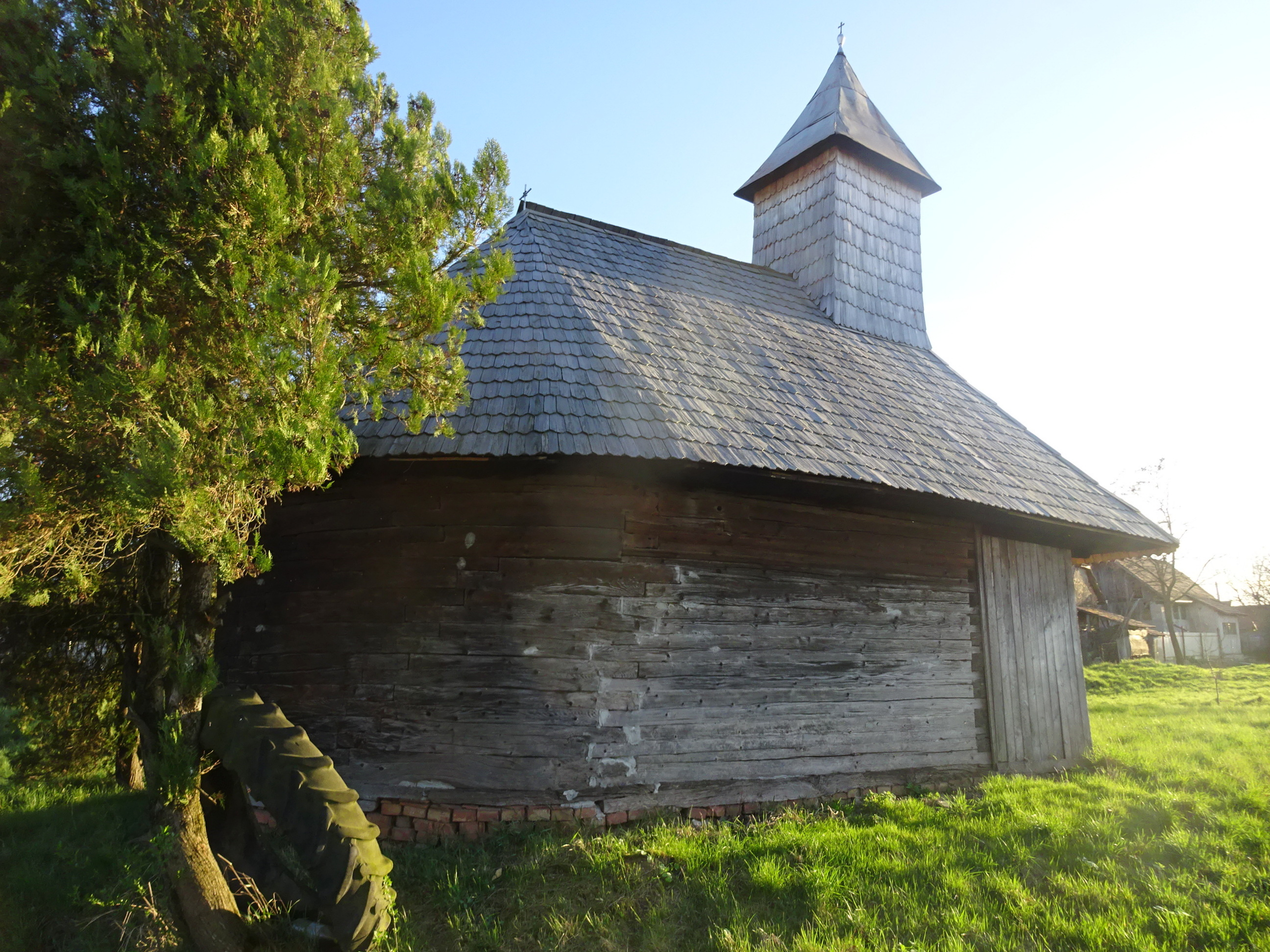
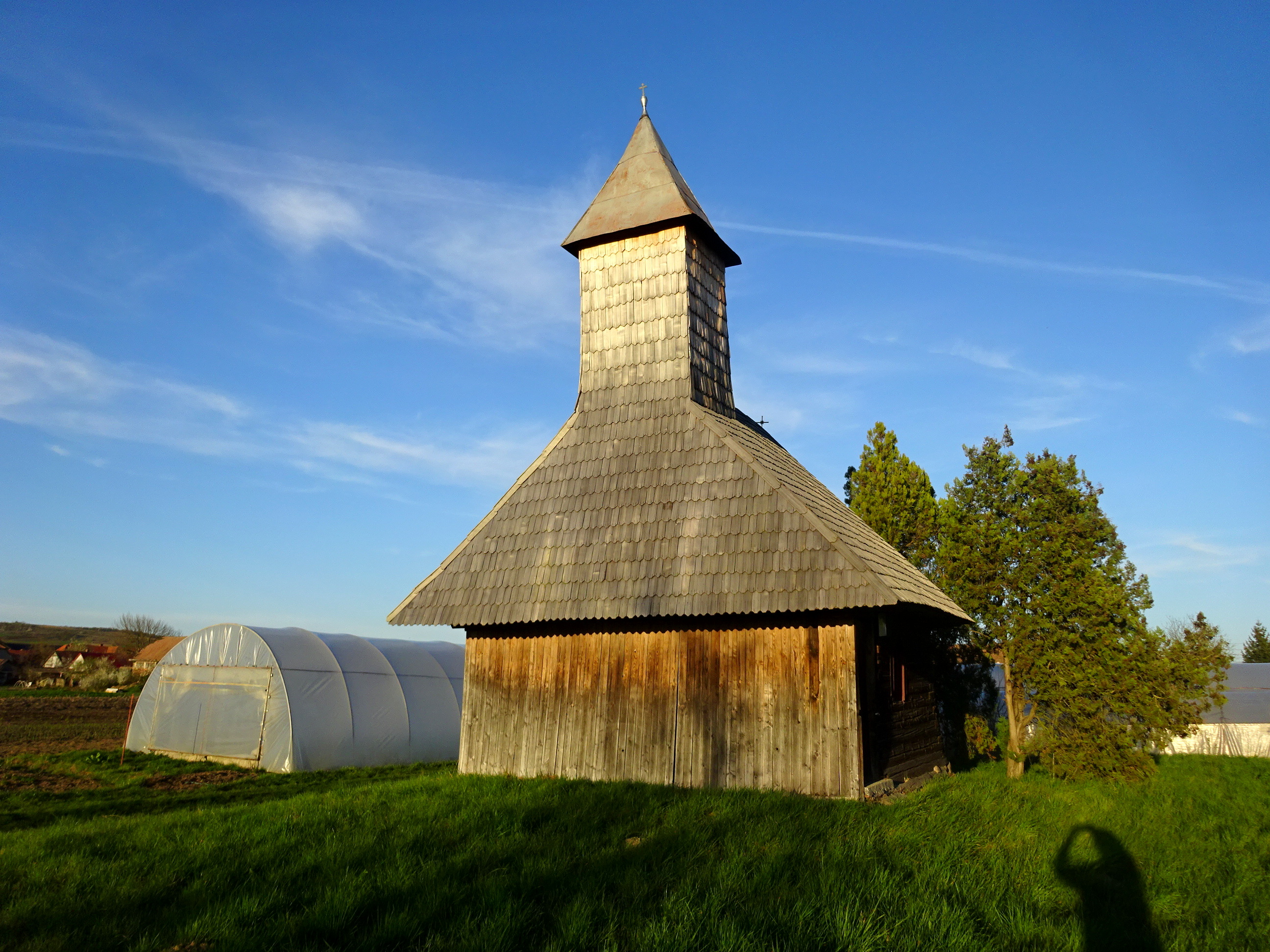
Biserica e vulnerabilă, nu există nici măcar un banal gard înconjurător
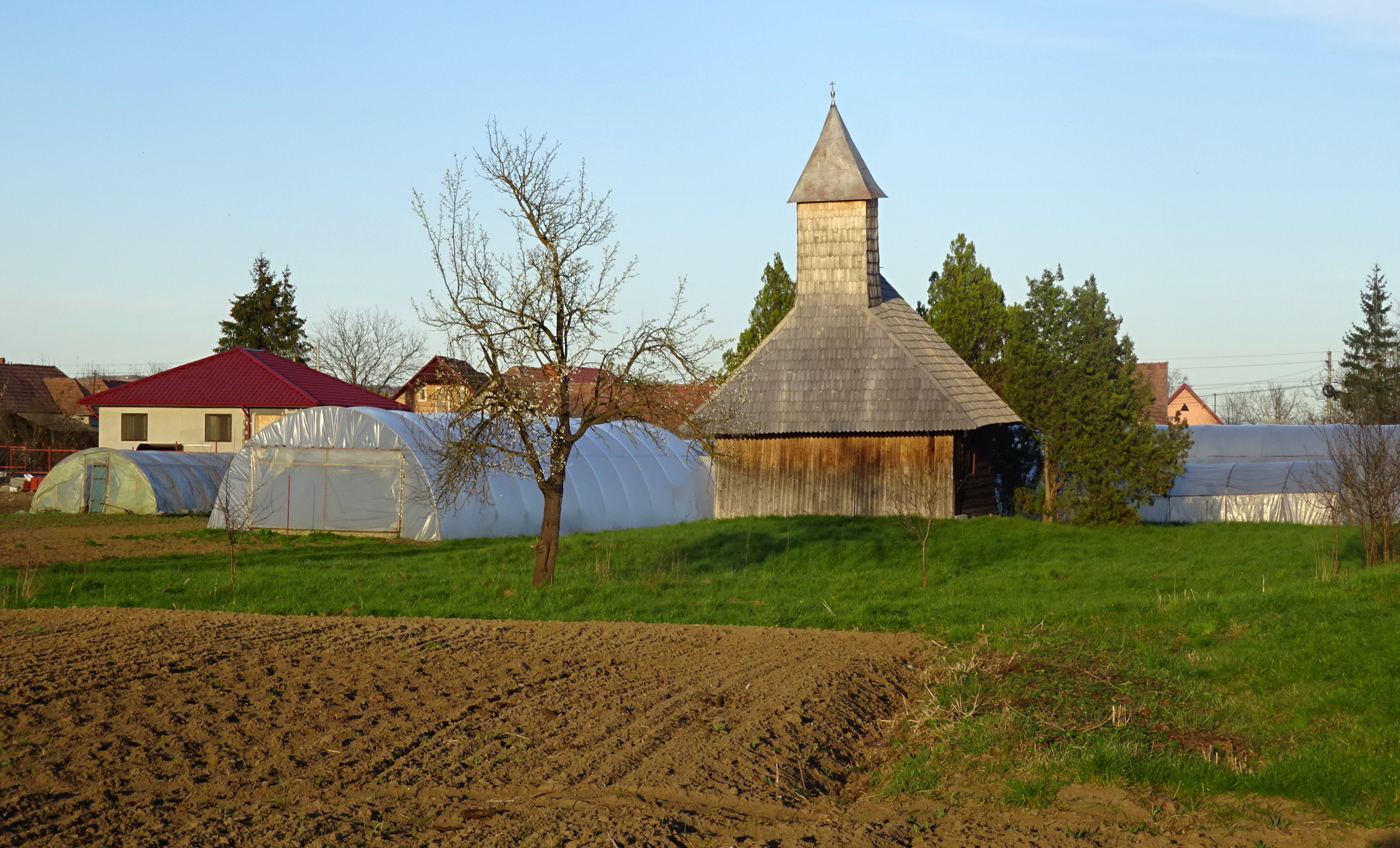
La doar câțiva metri se află terenuri agricole și solarii, nu există nici un fel de zonă de protecție a monumentului istoric
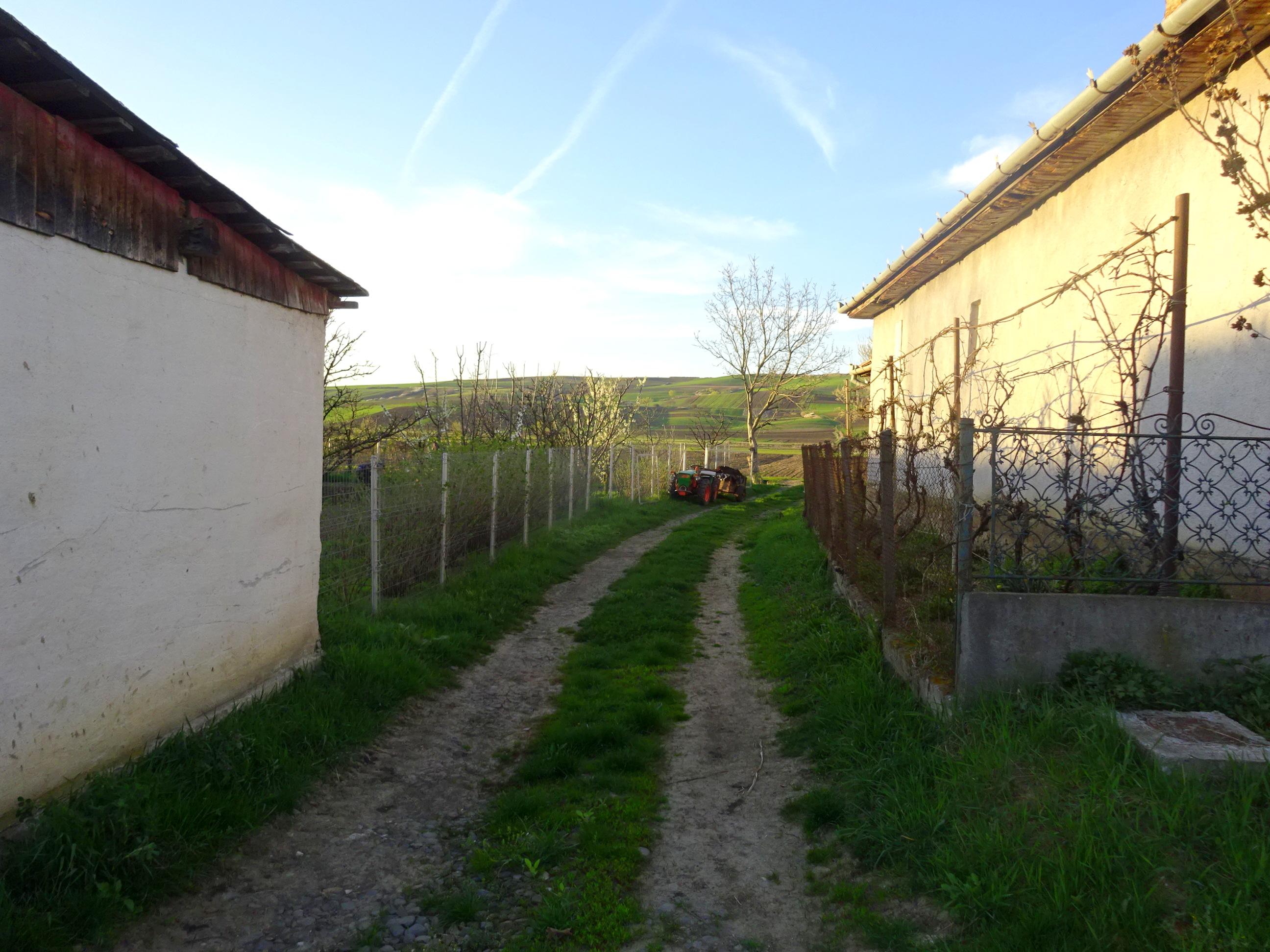
Drumul spre biserică
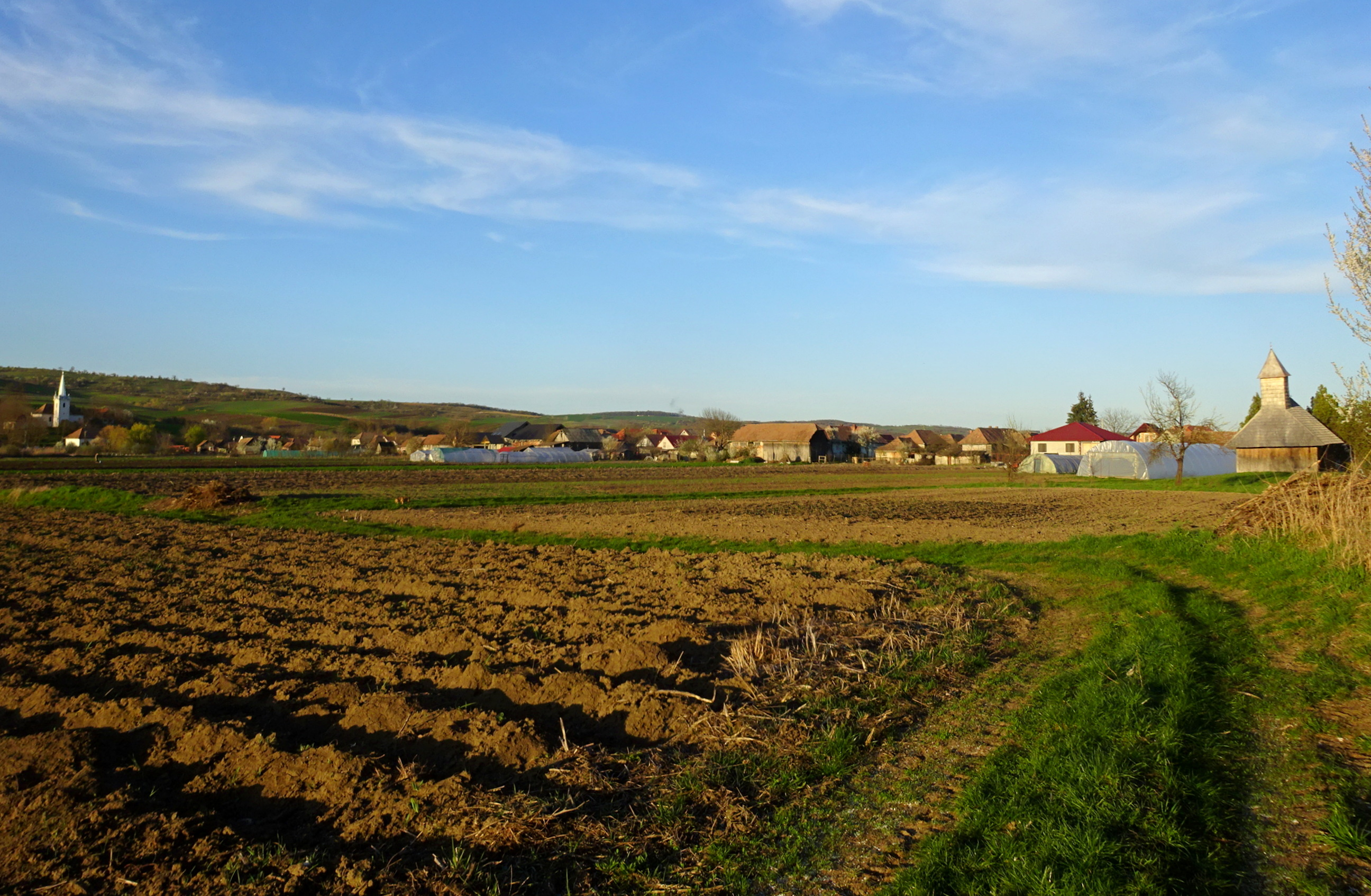